# Étienne Gailly
Pour les articles homonymes, voir Gailly.
Étienne Gailly, né le 26 novembre 1922 et mort le 21 octobre 1971, est un athlète belge spécialiste du marathon.

## Biographie
Le principal fait d’armes de ce lieutenant parachutiste est sa troisième place dans le marathon des Jeux olympiques d'été de 1948 à Londres. Cette médaille a néanmoins été obtenue après une terrible désillusion finale car en tête à l'entrée du stade, il est victime d'un malaise et se fait doubler par l'Argentin Delfo Cabrera, futur vainqueur, et le Britannique Thomas Richards.
Il n'a pas pu participer aux Jeux olympiques d'été de 1952 à Helsinki du fait de son engagement dans la Guerre de Corée au cours de laquelle il marcha sur une mine ce qui mit fin à sa carrière sportive.

## Distinctions
- Trophée national du Mérite sportif (1948)[1]